# Pure (Ardeny)
Pure – miejscowość i gmina we Francji, w regionie Grand Est, w departamencie Ardeny.
Według danych na rok 1990 gminę zamieszkiwało 619 osób, a gęstość zaludnienia wynosiła 95 osób/km².